# Colonne de l'Immaculée Conception (Rome)
La Colonne de l'Immaculée Conception est un monument de Rome situé sur le côté sud-est de la place d'Espagne, jouxtant la place Mignanelli, se situant devant le palais de la Propaganda Fide (dépendant de l'État du Vatican) et aux abords de l'ambassade d'Espagne près le Saint-Siège. Le monument a été conçu par l'architecte Luigi Poletti. La colonne a été financée par Ferdinand II des Deux-Siciles, comme un acte symbolique qui mit fin à la longue crise de la "guerre" de la Chinea.

## Description et histoire
La colonne est dédiée à la proclamation du dogme de l'Immaculée Conception, défini par l'Église catholique en 1854 sous le pontificat du pape Pie IX et consacrant la tradition séculaire sur ce point spécifique de la foi. Le monument a été érigé devant la façade du palais de l'Ambassade d'Espagne près le Saint-Siège, parce que l'Espagne a toujours été très active pour le mûrissement et la définition de ce dogme. La structure monumentale se compose d'un socle de marbre, sur lequel se dresse une colonne de marbre cipolin, haute de 11,81 m, qui supporte la statue de bronze représentant la Vierge Marie.
La statue est l'œuvre du sculpteur Giuseppe Obici (it), tandis que la colonne provient des fouilles de l'Antiquité romaine, ayant été découverte dans le périmètre du monastère de Santa Maria della Concezione, au Campo Marzio, en 1777. Sur sa base sont situées quatre autres statues, celles-ci en marbre, représentant le Roi David (par Adamo Tadolini), le prophète Isaïe (Salvatore Revelli), le prophète Ezéchiel (par Carlo Chelli), et Moïse (par Ignazio Jacometti), quatre prophètes bibliques qui, dans la doctrine chrétienne, ont annoncé la conception de la Vierge Marie comme personnellement exempte de toute atteinte du péché originel, ce qui fait d'elle l'Immaculée Conception.
Le monument a été inauguré le 8 décembre 1857. Une fausse légende prétend que le peuple romain a considéré comme une malchance la prétendue absence du pape Pie IX lors de l'inauguration, alors que le pape y était, au contraire, présent, et avec lui toute la cour pontificale. Le monument, auquel avait beaucoup travaillé le corps des pompiers de Rome, fut inauguré avec une très grande solennité.
Depuis 1923, chaque 8 décembre, les pompiers de Rome offrent, à l'occasion de la fête de l'Immaculée Conception, des couronnes de fleurs à la Vierge, qu'ils hissent jusqu'au sommet de la colonne pour les déposer autour des bras de la statue, où elles restent jusqu'à l'année suivante.
À partir de 1953, le Pape sort du Vatican et se rend, chaque 8 décembre, sur cette place pour présider cette cérémonie, au milieu d'un immense concours du peuple romain. Depuis le pape Pie XII, en 1953, jusqu'au pape François, tous les Souverains Pontifes s'y sont rendus.

## Images

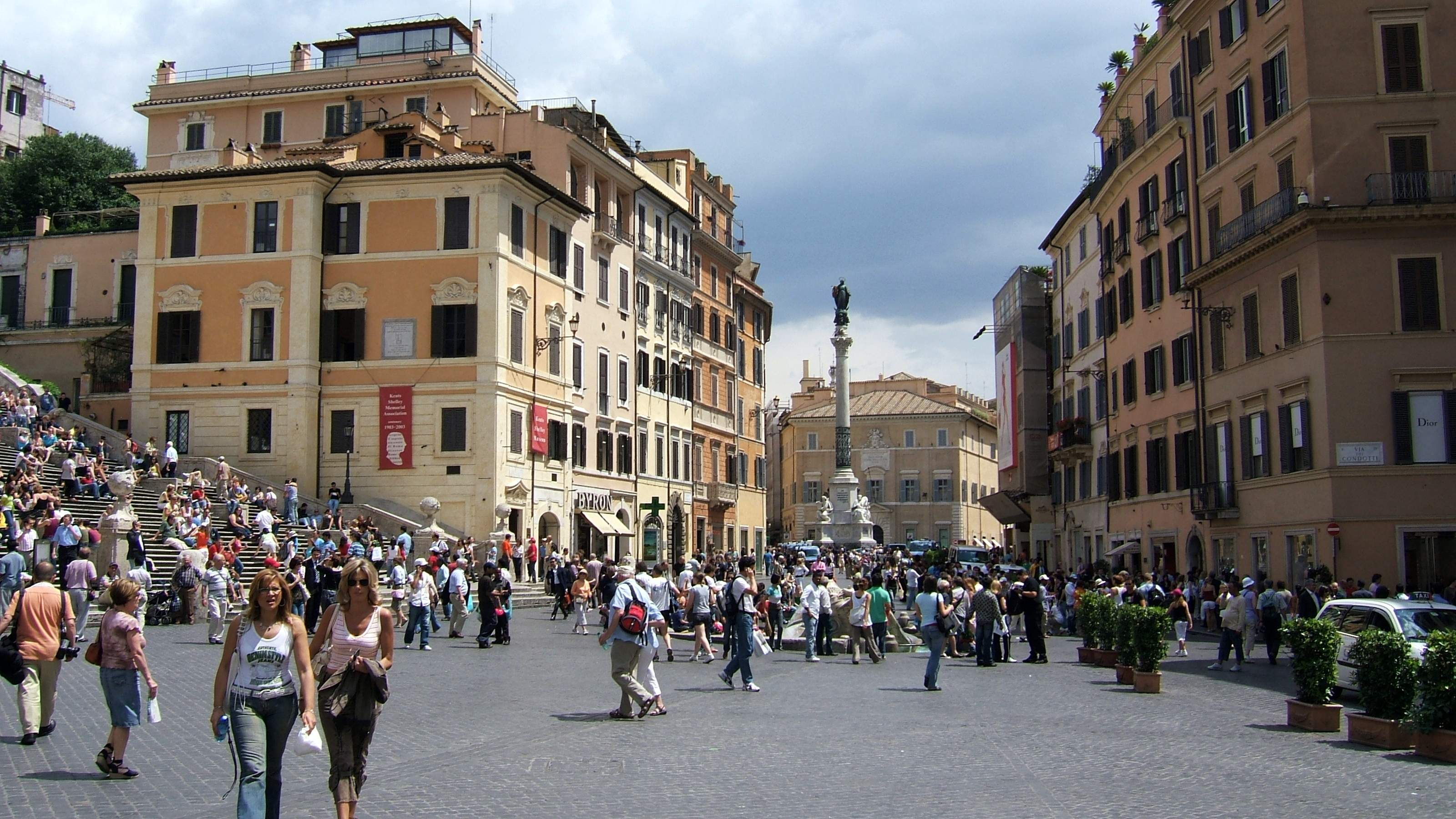
La Colonne depuis la place d'Espagne.
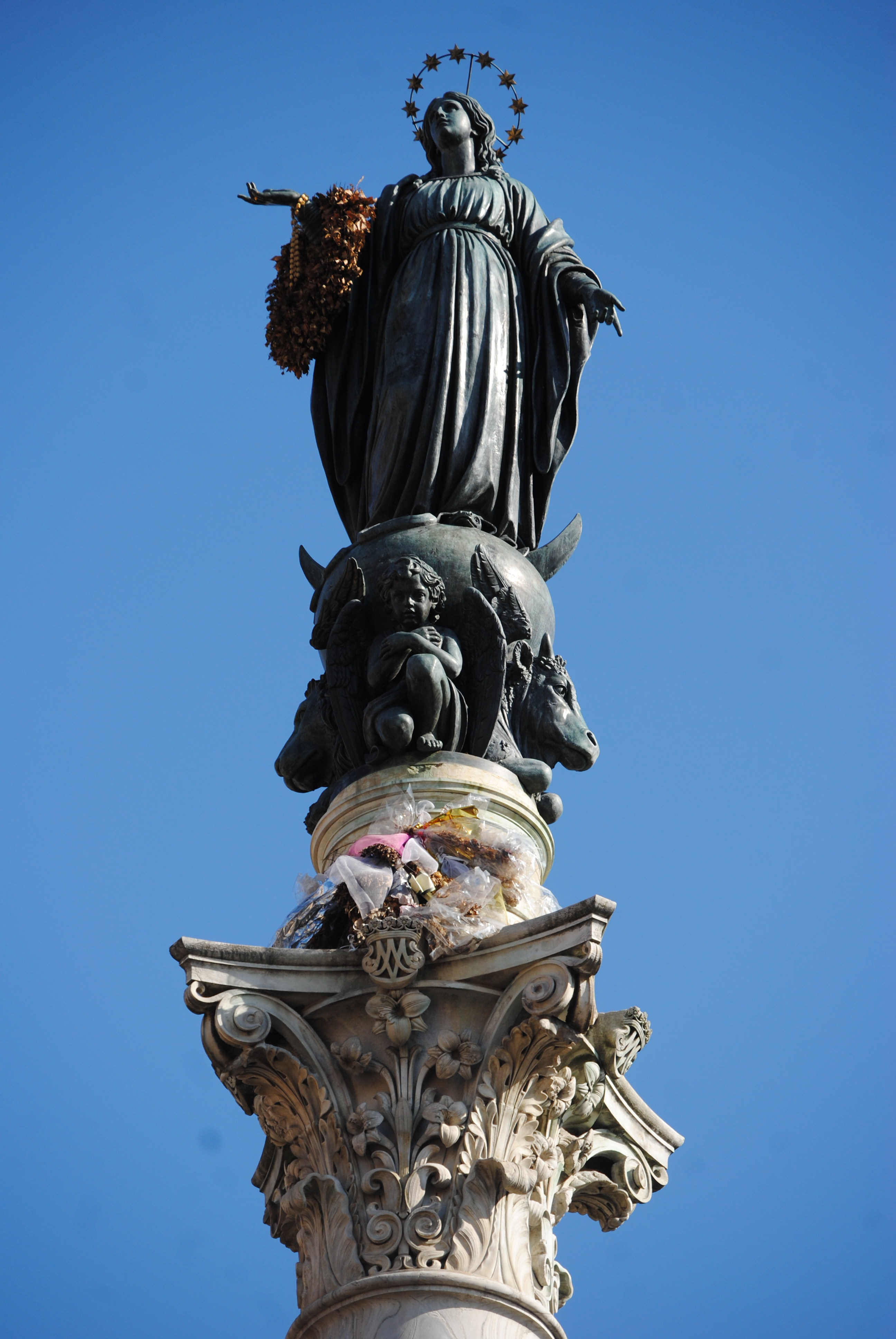
La statue de l'Immaculée Conception au sommet de la Colonne.
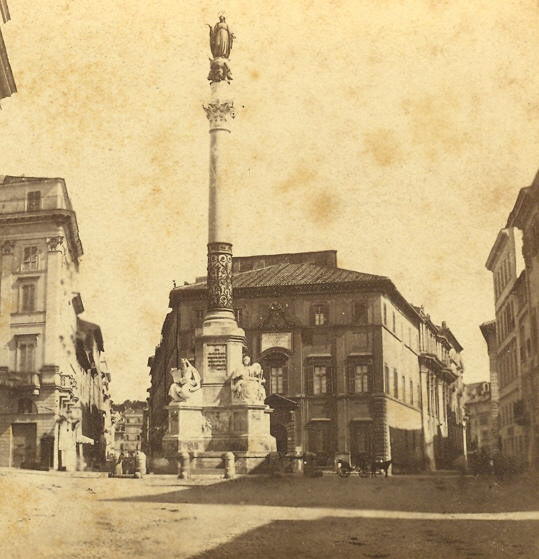
La Colonne de l'Immaculée Conception vers 1880.
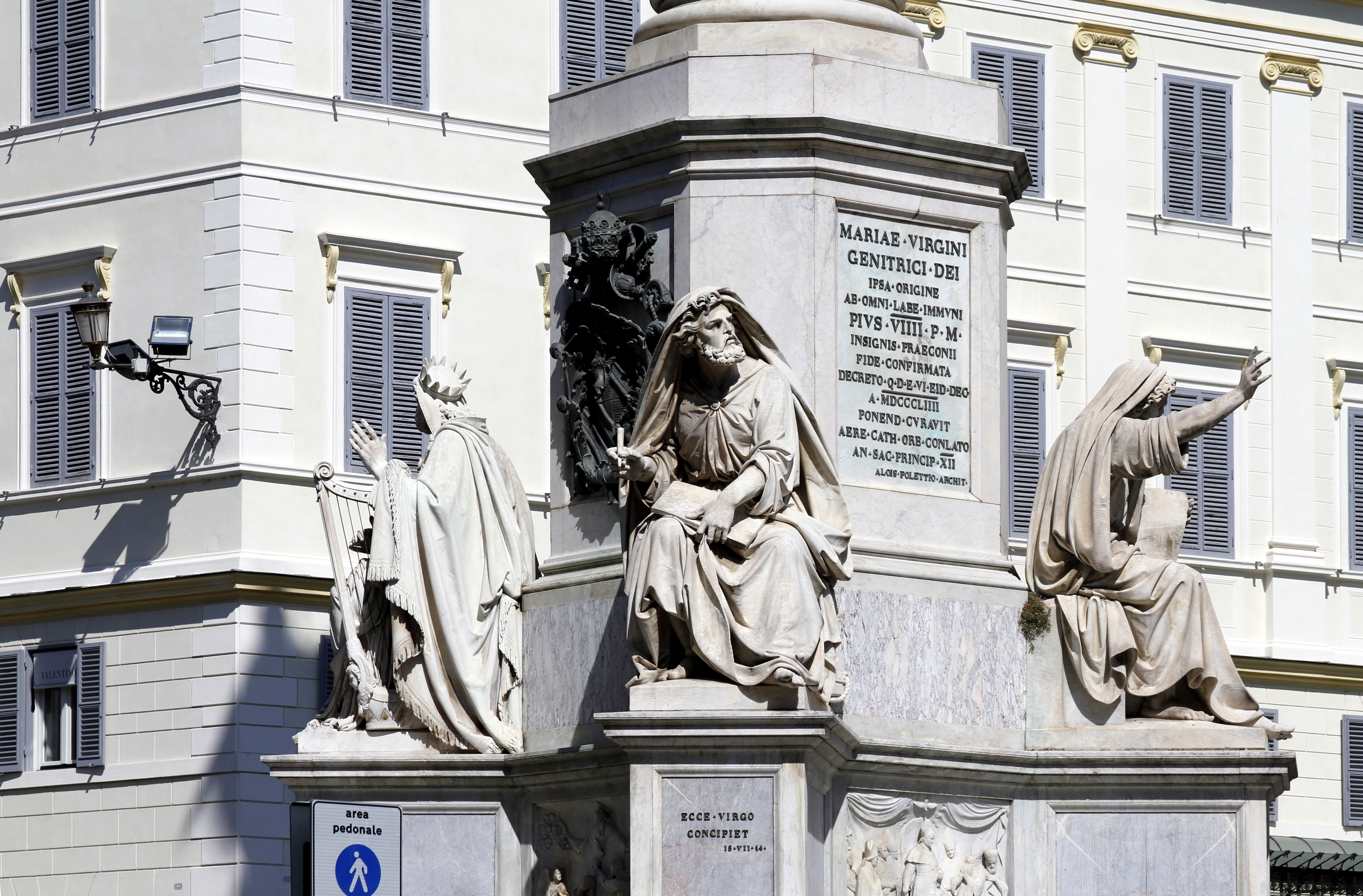
Statues du piédestal, David, Isaïe, Ézéchiel...
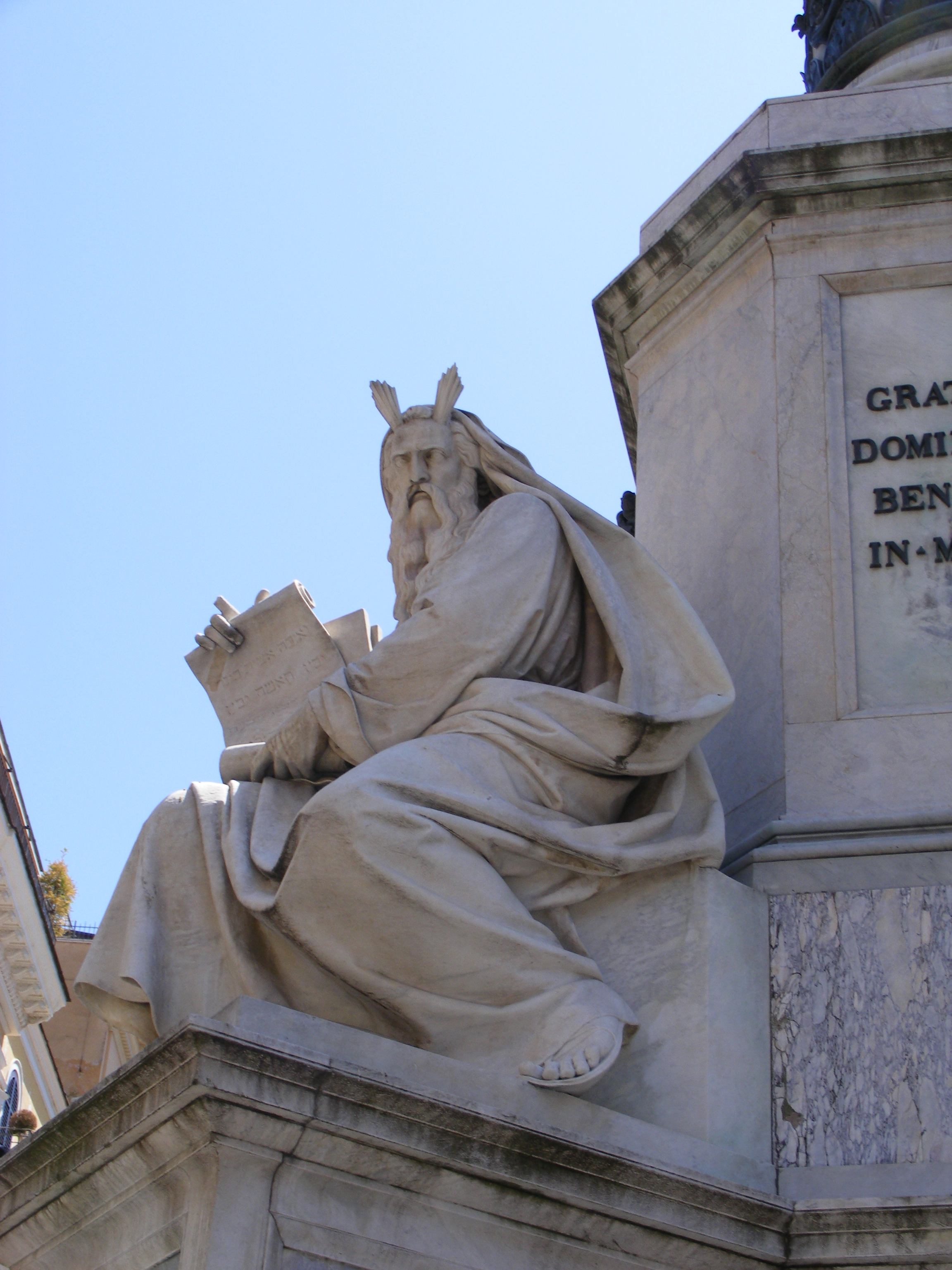
et Moïse.